# Tipula (Yamatotipula) marginella
Tipula (Yamatotipula) marginella is een tweevleugelige uit de familie langpootmuggen (Tipulidae). De soort komt voor in het Palearctisch gebied.